# 국립미술관 (덴마크)

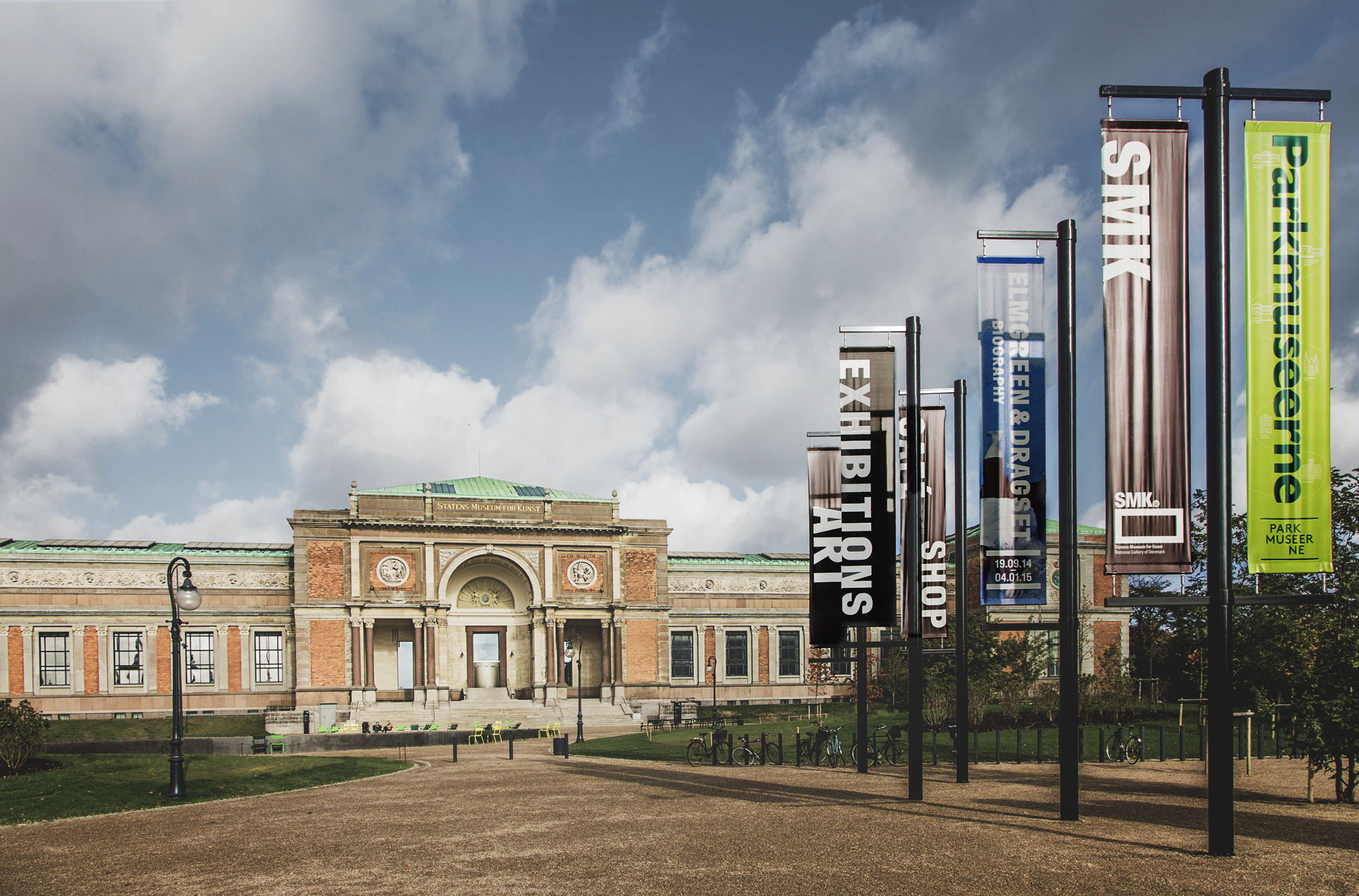
덴마크 국립미술관

덴마크 국립미술관(덴마크어: Statens Museum for Kunst)은 덴마크 코펜하겐에 있는 미술관이다.